# Grammy Awards 1969
Die Grammy Awards 1969 waren die 11. Verleihung des wichtigsten US-amerikanischen Musikpreises.
Der Grammy wurde in 14 verschiedenen Feldern insgesamt 40 Mal vergeben.

## Hauptkategorien
Single des Jahres (Record of the Year):
- Mrs. Robinson von Simon & Garfunkel

Album des Jahres (Album of the Year):
- By The Time I Get To Phoenix von Glen Campbell

Song des Jahres (Song of the Year):
- Little Green Apples von O. C. Smith bzw. Roger Miller (Autor: Bobby Russell)

Bester neuer Künstler (Best New Artist):
- José Feliciano

## Pop
Beste weibliche Gesangsdarbietung, zeitgenössischer Pop (Best Contemporary-Pop Vocal Performance, Female):
- Do You Know The Way To San Jose? von Dionne Warwick

Beste männliche Gesangsdarbietung, zeitgenössischer Pop (Best Contemporary-Pop Vocal Performance, Male):
- Light My Fire von José Feliciano

Beste Gesangsdarbietung eines Duos oder einer Gruppe, zeitgenössischer Pop (Best Contemporary-Pop Performance, Vocal Duo Or Group):
- Mrs. Robinson von Simon and Garfunkel

Beste zeitgenössische Popdarbietung eines Chors (Best Contemporary-Pop Performance, Chorus):
- Mission Impossible / Norwegian Wood Medley von den Alan Copeland Singers

Beste Pop-Instrumentaldarbietung (Best Pop Instrumental Performance):
- Classical Gas von Mason Williams

## Rhythm & Blues
Beste weibliche Gesangsdarbietung – R&B (Best R&B Vocal Performance, Female):
- Chain of Fools von Aretha Franklin

Beste männliche Gesangsdarbietung – R&B (Best R&B Vocal Performance, Male):
- (Sittin’ On) The Dock of the Bay von Otis Redding

Beste R&B-Darbietung eines Duos oder einer Gruppe, Gesang oder instrumental (Best R&B Performance by a Duo or Group, Vocal or Instrumental):
- Cloud Nine von den Temptations

Bester R&B-Song (Best R&B Song):
- (Sittin’ On) The Dock of the Bay von Otis Redding (Autoren: Otis Reding, Steve Cropper)

## Country
Beste weibliche Gesangsdarbietung – Country (Grammy Award for Best Country Vocal Performance, Female):
- Harper Valley PTA von Jeannie C. Riley

Beste männliche Gesangsdarbietung – Country (Grammy Award for Best Country Vocal Performance, Male):
- Folsom Prison Blues von Johnny Cash

Beste Countrydarbietung eines Duos oder einer Gruppe – Gesang oder instrumental (Best Country Performance, Duo Or Group – Vocal Or Instrumental):
- Foggy Mountain Breakdown von Flatt & Scruggs

Bester Country Song (Best Song):
- Little Green Apples von Roger Miller / O. C. Smith (Autor: Bobby Russell)

## Jazz
Beste Jazz-Instrumentaldarbietung – Kleingruppe oder Solist mit Kleingruppe (Best Jazz Instrumental Performance – Small Group Or Soloist With Small Group):
- Bill Evans At The Montreux Jazz Festival von Bill Evans

Beste Jazz-Instrumentaldarbietung – Großgruppe oder Solist mit Großgruppe (Best Jazz Instrumental Performance – Large Group Or Soloist With Large Group):
- ...And His Mother Called Him Bill von Duke Ellington

## Gospel
Beste Gospel-Darbietung (Best Gospel Performance):
- The Happy Gospel Of The Happy Goodmans von der Happy Goodman Family

Beste Soul-Gospel-Darbietung (Best Soul Gospel Performance):
- The Soul Of Me von Dottie Rambo

Beste Sacred-Darbietung (Best Sacred Performance):
- Beautiful Isle Of Somewhere von Jake Hess

## Folk
Beste Folk-Darbietung (Best Folk Performance):
- Both Sides Now von Judy Collins

## Sprache
Beste gesprochene Aufnahme (Best Spoken Word Recording):
- Lonesome Cities von Rod McKuen

## Comedy
Beste Comedy-Aufnahme (Best Comedy Recording):
- To Russell, My Brother, Whom I Slept With von Bill Cosby

## Musical Show
Beste Musik eines Original-Cast-Show-Albums (Best Score From An Original Cast Show Album):
- Hair von der Originalbesetzung mit Ronnie Dyson, Gerome Ragni, Steve Curry, Lamont Washington, Diane Keaton, Melba Moore und James Rado (Komponisten: Galt MacDermot, Gerome Ragni, James Rado; Produzent: Andy Wiswell)

## Komposition / Arrangement
Bestes instrumentales Thema (Best Instrumental Theme):
- Classical Gas von Mason Williams

Beste Originalmusik geschrieben für einen Film oder ein Fernsehspecial (Best Original Score Written For A Motion Picture Or A Television Special):
- The Graduate von Simon & Garfunkel (Komponisten: Dave Grusin, Paul Simon)

Bestes Instrumentalarrangement (Best Instrumental Arrangement):
- Classical Gas von Mason Williams (Arrangeur: Mike Post)

Bestes Arrangement mit Gesangsbegleitung (Best Arrangement Accompanying Vocalists):
- MacArthur Park von Richard Harris (Arrangeur: Jimmy L. Webb)

## Packages und Album-Begleittexte
Bestes Album-Cover (Best Album Cover):
- Underground von Thelonious Monk (Künstlerische Leiter: John Berg, Richard Mantel; Fotografie: Horn Grinner Studios)

Bester Album-Begleittext (Best Album Notes):
- At Folsom Prison von Johnny Cash (Verfasser: Johnny Cash)

## Produktion und Technik
Beste technische Aufnahme, ohne klassische Musik (Best Engineered Recording, Non-Classical):
- Wichita Lineman von Glen Campbell (Technik: Hugh Davies, Joe Polito)

Beste technische Klassikaufnahme (Best Engineered Recording, Classical):
- Mahler: 9. Sinfonie vom London Symphony Orchestra unter Leitung von Georg Solti (Technik: Gordon Parry)

## Klassische Musik
Beste klassische Orchesterdarbietung (Best Classical Performance – Orchestra):
- Boulez dirigiert Debussy (La Mer; Prélude à l’après-midi d’un faune; Jeux) vom New Philharmonia Orchestra unter Leitung von Pierre Boulez

Beste Opernaufnahme (Best Opera Recording):
- Mozart: Cosi fan tutte von Ezio Flagello, Sherrill Milnes, Leontyne Price, Judith Raskin, George Shirley, Tatiana Troyanos und dem New Philharmonia Orchestra unter Leitung von Erich Leinsdorf

Beste Chor-Darbietung (ohne Oper) (Best Choral Performance Other Than Opera):
- The Glory of Gabrieli von E. Power Biggs, dem Edward Tarr Ensemble, den Gregg Smith Singers und dem Texas Boys Choir unter Leitung von Vittorio Negri

Beste Soloinstrument-Darbietung mit oder ohne Orchester (Best Classical Performance – Instrumental Soloist or Soloists With Or Without Orchestra):
- Horowitz on Television (Chopin, Scriabin, Scarlatti, Horowitz) von Vladimir Horowitz

Beste Kammermusik-Darbietung (Best Chamber Music Performance):
- Glory of Gabrieli Vol. II – Canzonas for Brass, Winds, Strings and Organ von E. Power Biggs und dem Edward Tarr Ensemble unter Leitung von Vittorio Negri

Beste klassische Solo-Gesangsdarbietung (Best Classical Vocal Soloist Performance):
- Rossini: Rarities von Montserrat Caballé und dem RCA Italiana Opera Orchestra und Chor unter Leitung von Carlo Felice Cillario

## Special Merit Awards
Der Grammy Lifetime Achievement Award und der Trustees Award wurden im Jahr 1969 nicht vergeben.